# Jakobsleiter (Bibel)

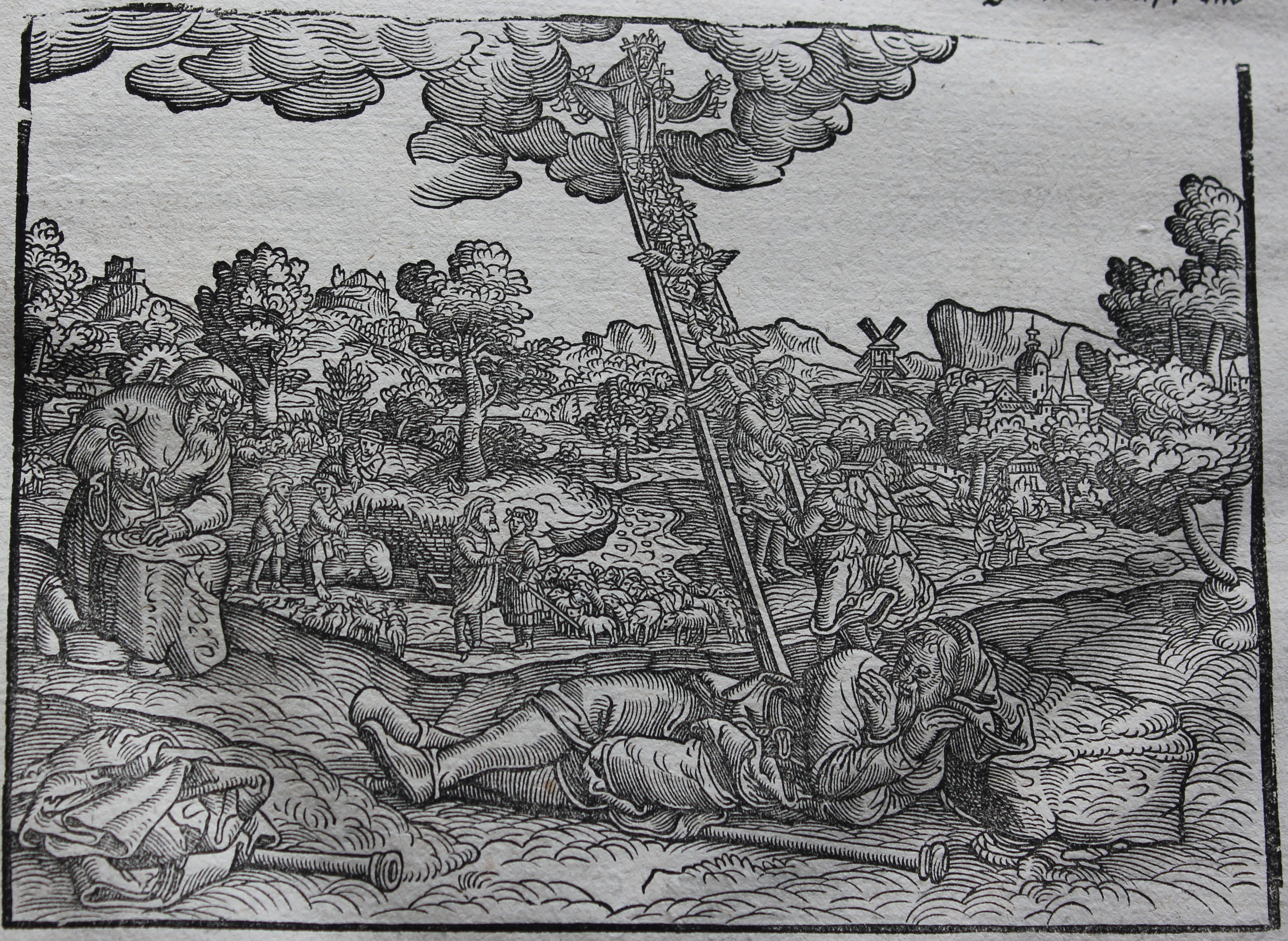
Darstellung des schlafenden Jakobs mit der Himmelsleiter im Hintergrund, wie sie in den ursprünglichen Lutherbibeln zu finden war (um 1534).

Die Jakobsleiter oder Himmelsleiter (hebräisch סֻלַּם יַעֲקֹב sullām jaʿakow) ist ein Auf- und Abstieg zwischen Erde und Himmel, den Jakob laut der biblischen Erzählung in Gen 28,11  während seiner Flucht vor Esau von Beʾer Scheva nach Harran in einer Traumvision erblickt. Sie stand auf der Erde und ihre Spitze reichte in den Himmel (מֻצָב אַרְצָה וְרֹאשׁוֹ מַגּיִעַ הַשָּׁמָיִמָה Gen 28,12 ). Auf ihr sieht er Engel Gottes, die auf- und niedersteigen (מַלְאֲכֵי אֱלֹהיִם עֹליִם וְיֹרְדיִם בוֹ Gen 28,12 ), oben aber steht der Herr (JHWH) selbst (וְהִנֵּה יְהֹוָה נִצָּב עָלָיו Gen 28,13 ), der sich ihm als Gott Abrahams und Isaaks vorstellt und die Land- und Nachkommenverheißung erneuert. Nach dem Erwachen nennt Jakob den Platz Bet-El (Haus Gottes) bzw. Pforte des Himmels (שָׁעַר הַשָּׁמָיִם šāʕār ha-šāmāyim) Gen 28,17 .

## Beschreibung

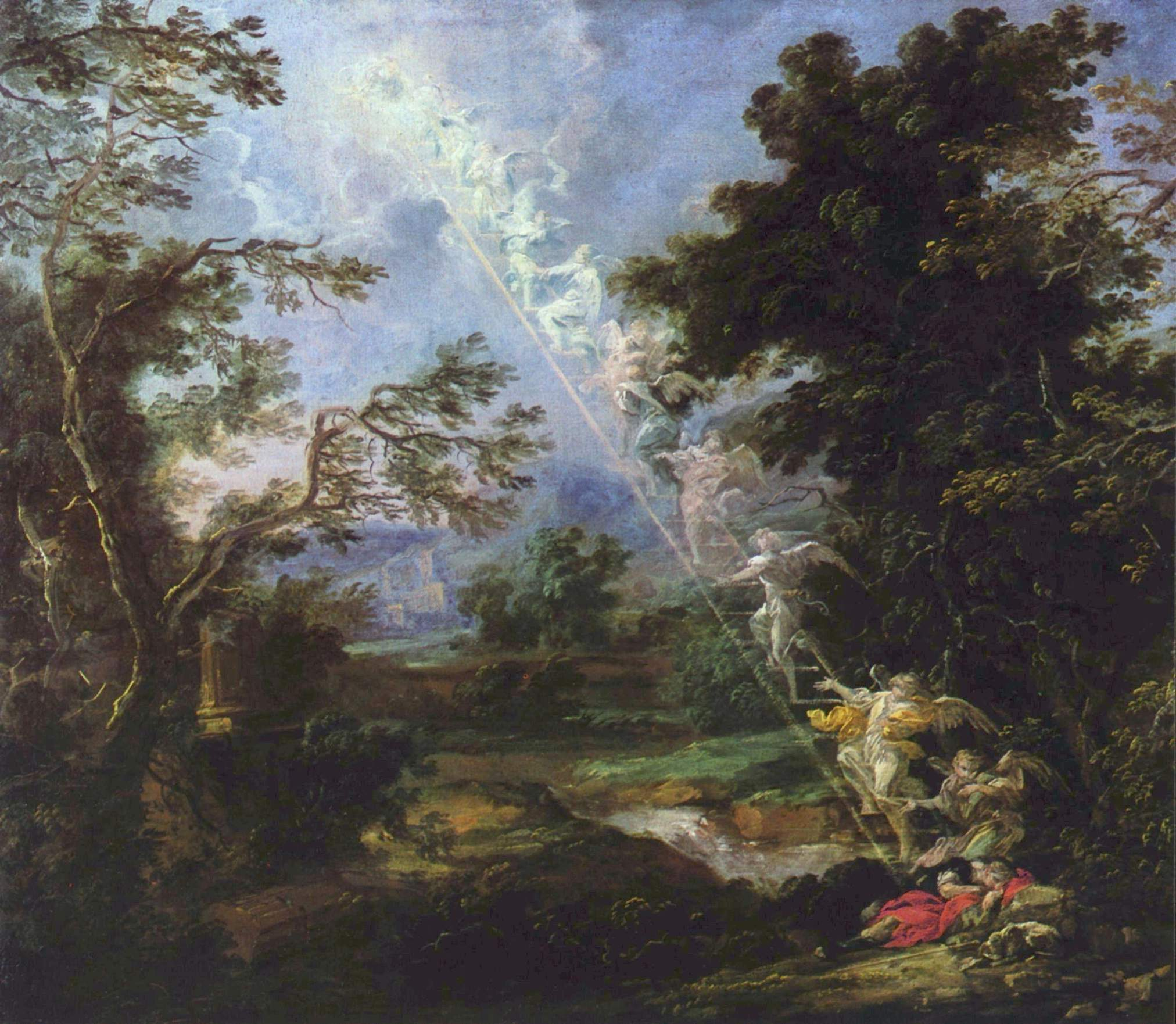
Die Engelsleiter, Michael Lukas Leopold Willmann, um 1691

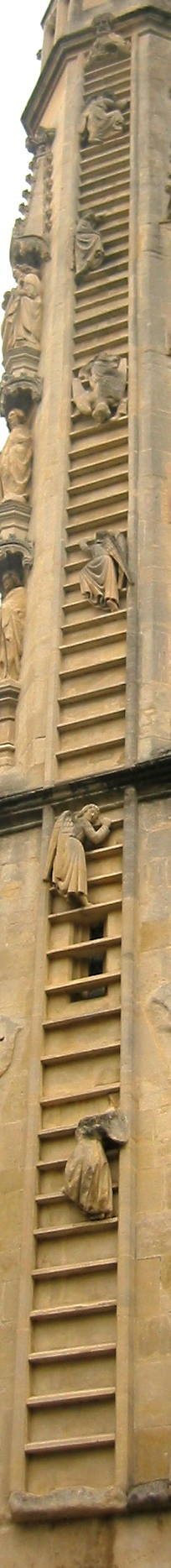
Engel erklettern die Jakobsleiter (Abteikirche Bath, England)

„Leiter“ ist nicht die einzig mögliche Übersetzung, auch wenn sie in der abendländischen Bildtradition vorherrschend wurde. Das hebräische Wort סֻלָּם sullām kann auch „Treppe“, „Stiege“ oder „Rampe“ bedeuten und kann als akkadische Entsprechung zu simmiltu (Leiter, Treppe, Treppenhaus, Stufenrampe) verstanden werden. Dies entspricht der altorientalischen Vorstellung von je einem Weg zum Himmel und zur Unterwelt. In assyrischen, babylonischen und allgemein mesopotamischen Texten werden Himmelstreppen von Göttern und Götterboten, aber auch von Wesen der Unterwelt genutzt. Das Bild vom altorientalischen Zikkurat als Vorlage hält die evangelische Bibelwissenschaft für eher unwahrscheinlich. Zwar soll Zikkurat als „Weltberg“ oder „Urhügel“ zuerst bei der Schöpfung aus dem Chaosmeer aufgetaucht sein, einen Namensbeleg gibt es aber nur für das Zikkurat in Sippar (Fundstätte bei Bagdad), in Kanaan bzw. Palästina fehlen derartige Bauten ganz. Dennoch ist nicht auszuschließen, dass es sich zumindest beim Motiv „Berg des Herrn“ nach Ps 24,1-3  um ein Zikkurat handelt, ohne dass damit zwingend eine Verbindung zur Jakobsleiter bestünde.
Historisch ist der Ortsname Bet-El vermutlich vorisraelitisch, also älter als die Jakobserzählung, die ihn erklärt und zugleich für die Geschichte Israels beansprucht, Höhenheiligtum.
Im Johannesevangelium (Joh 1,51 ) wird das Bild der Jakobsleiter typologisch auf Jesus Christus übertragen. Im Markusevangelium wird gleich im 3. Vers Jes 40,3  zitiert: „Stimme eines Rufenden in der Wüste: Bereitet den Weg des Herrn, machet gerade seine Steige!“ Leiter (hebräisch sullām) hat dieselbe Wurzel wie m’sillah (= Bergsteige); „gerade machen“ meint, die unmittelbare Verbindung herstellen.
Der christliche Choral Näher, mein Gott, zu dir bezieht sich auf die biblische Geschichte von Jakobs Traum und der Leiter. Auch in Spirituals wird das Motiv verwendet, zum Beispiel in den Liedern We are climbing Jacob's ladder und Climb up (Jacob dreamed, he saw a ladder).

## Spirituelle Deutung

### Leiter und Kreuz
Das Johannesevangelium bezieht die Jakobsleiter auf die Christusoffenbarung mit dem Höhepunkt am Kreuz: „Ihr werdet den Himmel geöffnet und die Engel Gottes auf- und niedersteigen sehen über dem Menschensohn“ (Joh 1,51 ). Von daher deuten die Kirchenväter das Kreuz als die Leiter zum Himmel oder zum Paradies (scala paradisi). Dieses spirituelle Verständnis der Kirchenväter greift die Äbtissin der Benediktinerinnenabtei Mariendonk, Christiana Reemts, auf: „Das Kreuz ist aufgerichtet als eine wundervolle Leiter, auf welcher wir zum Himmel hinaufgeleitet werden. Durch die Geburt des Sohnes Gottes stiegen die Engel zu den Menschen herab und konnten zugleich die Menschen aufsteigen aus der Tiefe zum Himmel. Durch das Kreuz wurden Himmel und Erde wieder vereinigt, die zuvor verfeindet waren, und es herrschte wieder Friede zwischen beiden Teilen, die zuvor getrennt waren. (…) Wie eine Leiter aus zwei Holmen besteht, so das Kreuz Christi aufgrund der beiden Testamente. Denn das Kreuz unseres Herrn ist der Inhalt der ganzen Schrift. Im Kreuz hat Christus alle Mysterien zur Vollendung und zur Zusammenfassung gebracht, hat auch Adam zum Vater zurückgeführt und den Weg zum Himmel erschlossen.“